# Sonronius anderi
Sonronius anderi är en insektsart som beskrevs av Ossiannilsson 1948. Sonronius anderi ingår i släktet Sonronius och familjen dvärgstritar. Enligt den finländska rödlistan är arten sårbar i Finland. Enligt den svenska rödlistan är arten starkt hotad i Sverige. Arten förekommer i Götaland. Artens livsmiljö är ruderatmarker, vägrenar och banvallar. Inga underarter finns listade i Catalogue of Life.